# Салаирское муниципальное образование
Салаирское муниципальное образование — сельское поселение в Тюменском районе Тюменской области Российской Федерации.
Административный центр — село Салаирка.

## История
Статус и границы сельского поселения установлены Законом Тюменской области от 5 ноября 2004 года № 263 «Об установлении границ муниципальных образований Тюменской области и наделении их статусом муниципального района, городского округа и сельского поселения».

## Население
| 2010  | 2011  | 2012  | 2013  | 2014  | 2015  | 2016  |
| ----- | ----- | ----- | ----- | ----- | ----- | ----- |
| 1131  | ↗1132 | ↘1115 | ↗1121 | ↘1092 | ↗1096 | ↘1084 |
| 2017  | 2018  | 2019  | 2020  | 2021  |       |       |
| ↘1080 | ↘1065 | ↘1055 | ↗1057 | ↗1181 |       |       |

## Состав сельского поселения
| № | Населённый пункт | Тип населённого пункта       | Население |
| - | ---------------- | ---------------------------- | --------- |
| 1 | Салаирка         | село, административный центр | ↗1183     |